# Record d'Europe de natation messieurs du 100 mètres 4 nages
Cette course n'existe qu'en bassin de 25 mètres. Elle n'apparaît donc pas au programme des Jeux olympiques.

## Bassin de 25 mètres
| Temps      | Athlète          | Naissance | Âge | Nationalité | Compétition               | Lieu            | Date                              |
| ---------- | ---------------- | --------- | --- | ----------- | ------------------------- | --------------- | --------------------------------- |
| 53 s 78    | Jani Sievinen    | 1974      | 18  | Finlande    |                           | Espoo           | 21 novembre 1992                  |
| 53 s 78    | Jani Sievinen    | 1974      | 22  | Finlande    |                           | Sheffield       | 23 janvier 1996                   |
| 53 s 10    | Jani Sievinen    | 1974      | 22  | Finlande    |                           | Malmö           | 30 janvier 1996                   |
| 52 s 63    | Peter Mankoč     | 1978      | 23  | Slovénie    | Championnats d'Europe     | Anvers          | 15 décembre 2001                  |
| 52 s 58    | Thomas Rupprath  | 1977      | 26  | Allemagne   | Coupe du monde            | Berlin          | 25 janvier 2003                   |
| 52 s 27    | Liam Tancock     | 1985      | 23  | Royaume-Uni | Championnats du monde (d) | Manchester      | 12 avril 2008                     |
| 52 s 21    | Peter Mankoč     | 1978      | 30  | Slovénie    | Championnats du monde (f) | Manchester      | 13 avril 2008                     |
| 51 s 97    | Peter Mankoč     | 1978      | 30  | Slovénie    | Championnats d'Europe (f) | Rijeka          | 14 décembre 2008                  |
| 51 s 96    | Sergey Fesikov   | 1989      | 20  | Russie      | Coupe du monde (f)        | Durban          | 16 octobre 2009                   |
| 51 s 45    | Sergey Fesikov   | 1989      | 20  | Russie      | Coupe du monde (f)        | Moscou          | 6 novembre 2009                   |
| 50 s 95 RM | Sergey Fesikov   | 1989      | 20  | Russie      | Coupe du monde (s)        | Berlin          | 14 novembre 2009                  |
| 50 s 76 RM | Peter Mankoč     | 1978      | 31  | Slovénie    | Championnats d'Europe (d) | Istanbul        | 12 décembre 2009                  |
| 50 s 66 RM | Markus Deibler   | 1990      | 24  | Allemagne   | Championnats du monde (f) | Doha            | 7 décembre 2014                   |
| 50 s 60 RM | Vladimir Morozov | 1992      | 24  | Russie      | Coupe du monde            | Chartres        | 26 août 2016                      |
| 50 s 30 RM | Vladimir Morozov | 1992      | 24  | Russie      | Coupe du monde            | Berlin          | 30 août 2016                      |
| 50 s 26 RM | Vladimir Morozov | 1992      | 26  | Russie      | Coupe du monde            | Eindhoven Tokyo | 28 septembre 2018 9 novembre 2018 |
| 49 s 92    | Léon Marchand    | 2002      | 22  | France      | Coupe du monde (f)        | Singapour       | 31 octobre 2024                   |

## Articles annexes
- Natation sportive